# Isola (Mississippi)
Isola é uma cidade localizada no estado do Mississippi nos Estados Unidos da América.

## Demografia
Segundo o censo norte-americano de 2000, a sua população era de 768 habitantes.
Em 2006, foi estimada uma população de 707, um decréscimo de 61 (-7.9%).

## Geografia
De acordo com o United States Census Bureau tem uma área de
1,9 km², dos quais 1,9 km² cobertos por terra e 0,0 km² cobertos por água.

## Localidades na vizinhança
O diagrama seguinte representa as localidades num raio de 24 km ao redor de Isola.